# 告白 (竹内まりやの曲)
「告白」（こくはく）は、竹内まりやの19枚目のシングル。1990年9月18日にMMG（現・ワーナーミュージック・ジャパン）より発売された。

## 解説
表題曲は「シングル・アゲイン」に続いて、『火曜サスペンス劇場』の9代目主題歌（1990年9月25日 - 1991年10月1日）として制作された。印象的な電話の呼び出し音から始まり、詞の内容はかつての恋人から電話越しに再び愛を打ち明けられた女性の揺れる心情を描写している。
カップリング曲「It Hurts To Be Sixteen」は、1963年に発表されたアメリカの元シンガーで女優のアンドレア・キャロルが歌唱した曲（邦題は「なみだの16才」）のカバー。
今作から8cmCDとシングル・カセットの2形態のみでの発売となった。

## チャート成績
オリコンチャートでは27週に亘って100位以内にランクインし、累計売上は38.5万枚を記録した。

## 収録曲

### 8cmCD
1. 告白
作詞・作曲：竹内まりや、編曲：山下達郎
  - 『火曜サスペンス劇場』9代目主題歌（1990年9月25日 – 1991年10月1日）
  - 『火曜ドラマゴールド』主題歌（2007年1月30日）
2. It Hurts To Be Sixteen
作詞・作曲：ロニー・グロスマン

### シングル・カセット

#### Side A
1. 告白
2. 告白（オリジナル・カラオケ）

#### Side B
1. It Hurts To Be Sixteen
2. It Hurts To Be Sixteen（オリジナル・カラオケ）

## 収録シングル・アルバム
1. 『Quiet Life』（1.）
2. 『Impressions』（1.）
3. 「明日のない恋」（1. '07 New Remasterとして収録）
4. 『Longtime Favorites』（2.）
5. 『Expressions』（1.）

## 演奏
告白
- 山下達郎：Drum Programming, Computer Programming, Electric Guitar, Synthesizers, Glocken, Percussion, Effects & Background Vocals
- 土岐英史：Soprano Sax

It Hurts To Be Sixteen
- 山下達郎 : Computer Programming, Electric Guitar, Acoustic Guitar, Keyboards, Percussion & Background Vocals
- 竹内まりや : Background Vocals

## カバー
- 草蜢（1993年5月18日、広東語版「電話愛人」、アルバム『世界會變得很美』収録）
- ロバータ・フラック（2002年7月10日、コンピレーション・アルバム『Sincerely...〜Mariya Takeuchi Songbook〜』）
- 徳永英明（2015年1月21日、カバー・アルバム『VOCALIST 6』収録）